# Верхняя Орелька
Ве́рхняя Оре́лька (укр. Верхня Орілька) — село, в составе 
Верхнеорельского сельского совета,
Лозовского района Харьковской области, Украина.
Код КОАТУУ — 6324582001. Население по переписи 2001 года составляет 720 (345/375 м/ж) человек.
Является административным центром Верхнеорельского сельского совета, в который не входят другие населённые пункты.

## Географическое положение
Село Верхняя Орелька находится на левом берегу реки Орель, выше по течению на расстоянии в 2,5 км расположено село Дмитровка, ниже по течению на расстоянии в 2 км расположено село Олейники (Сахновщинский район),
на противоположном берегу — сёла Новоивановка (Кегичёвский район) и Яковлевка (Сахновщинский район).
Рядом проходит автомобильная дорога Т-2110.

## История
- 1821 — дата основания.

## Экономика
- Молочно-товарная ферма.
- «Орелька», сельскохозяйственное ООО.
- Сельхозпредприятие им. Кирова.

## Объекты социальной сферы
- Детский сад.
- Школа.
- Фельдшерско-акушерский пункт.

## Достопримечательности
- Братская могила советских воинов и памятный знак воинам-односельчанам. Похоронено 263 воина.